# Chiesa di San Remigio (Vione)
La chiesa di San Remigio è la parrocchiale di Vione, in provincia e diocesi di Brescia; fa parte della zona pastorale dell'Alta Val Camonica.
L'edificio originario risale al XII secolo e nel 1336 la chiesa risulta intestataria di importanti benefici nell'alta Val Camonica. Nel 1339 fu danneggiata a seguito di un assedio durante combattimenti tra guelfi e ghibellini. Venne ricostruita nel XV secolo. Nel 1580 san Carlo Borromeo impose la realizzazione di lavori di restauro, che furono terminati nel 1598, come testimonia la data incisa su una colonna.
L'antica abside della chiesa romanica è inglobata nel fianco orientale della nuova costruzione ed è stata attualmente rimessa in vista. Altre tracce della struttura originale rimandono nelle fondamenta sotto i muri laterali.